# Hrvatska znanstvena bibliografija
Hrvatska znanstvena bibliografija (CROSBI - Croatian Scientific Bibliography) hrvatska je mrežna bibliografska baza podataka.

## Povijest
Projekt Hrvatske znanstvene bibliografije pokrenut je 1997. godine suradnjom računalnih i informacijskih stručnjaka Ministarstva znanosti, obrazovanja i športa Republike Hrvatske te knjižnice Instituta Ruder Bošković. Time je osiguran cjelovit uvid u znanstvenu publicistiku akademske i istraživačke zajednice Republike Hrvatske. Također je unaprijeđena znanstvena komunikacija te osigurana odgovarajuća prosudba rada na projektima. Projekt je od osnutka vodila Jadranka Stojanovski. Bibliografija obuhvaća više stotina tisuća radova.

## Korištenje
Putem web sučelja bibliografski bazu stvaraju autori radova, dok knjižničari, računalni i informacijski stručnjaci osiguravaju obrasce, standarde i prate cijeli proces. Podatke Hrvatske znanstvene bibliografije moguće je unositi, pretraživati, filtrirati i redati prema relevantnosti. Pored standardnih bibliografskih podataka, online bibliografija omogućuje unos i cjelovitog teksta rada ili multimedije, te radova koji još nisu, a možda i neće biti objavljeni u tiskanom obliku. Moguća je pohrana podataka o vrstama radova koje tradicionalne bibliografije uglavnom ne pokrivaju (patentima, računalnim programima, prilozima ili izvještajima).

## Vanjske poveznice
Mrežna mjesta
- Hrvatska znanstvena bibliografija (CROSBI), mrežno mjesto
- Jadranka Stojanovski, Hrvatska znanstvena bibliografija CROSBI, plan budućeg razvoja i suradnje, www.academia.edu
- Markus Schatten, What do Croatian Scientist Write about? A Social and Conceptual Network Analysis of the Croatian Scientific Bibliography, Hrčak (engl.)